# (29917) 1999 JP19
A (29917) 1999 JP19 a Naprendszer kisbolygóövében található aszteroida. A LINEAR projekt keretében fedezték fel 1999. május 10-én.